# Wierch-Sujetka
Wierch-Sujetka (ros. Верх-Суетка) – wieś (sieło) w Rosji, w Kraju Ałtajskim, ośrodek administracyjny rejonu sujeckiego. W 2021 liczyła 1770 mieszkańców.